# Circondario di Monteleone di Calabria
Il circondario di Monteleone di Calabria era uno dei circondari in cui era suddivisa la provincia di Catanzaro.

## Storia
Con l'Unità d'Italia (1861) la suddivisione in province e circondari stabilita dal Decreto Rattazzi fu estesa all'intera Penisola.
Il circondario di Monteleone di Calabria fu abolito, come tutti i circondari italiani, nel 1927, nell'ambito della riorganizzazione della struttura statale voluta dal regime fascista. Tutti i comuni che lo componevano rimasero in provincia di Catanzaro. Con l'istituzione della provincia di Vibo Valentia i comuni del circondario entrarono a far parte di essa.

## Suddivisione
Nel 1863, la composizione del circondario era la seguente:
1. Mandamento I di Arena
  - Acquaro, Arena, Dasà, Dinami
2. Mandamento II di Briatico
  - Briatico, Cessaniti, Zungri
3. Mandamento III di Mileto
  - Filandari, Francica, Ionadi, Mileto, Rombiolo, San Calogero, San Costantino[3]
4. Mandamento IV di Monteleone
  - Monteleone, Piscopio, San Gregorio d'Ippona, Stefanaconi
5. Mandamento V di Monterosso Calabro
  - Capistrano, Monterosso Calabro, San Nicola da Crissa, Vallelonga
6. Mandamento VI di Nicotera
  - Ioppolo, Limbadi, Nicotera
7. Mandamento VII di Pizzo
  - Filogaso, Maierato, Pizzo, Sant'Onofrio
8. Mandamento VIII di Serra San Bruno
  - Brognaturo, Fabrizia, Mongiana, Serra San Bruno, Simbario, Spadola
9. Mandamento IX di Soriano
  - Gerocarne, Pizzoni, Sorianello, Soriano, Vazzano
10. Mandamento X di Tropea
  - Drapia, Parghelia, Ricadi, Spilinga, Tropea, Zambrone